# Symphonie en ut majeur de Wagner
La symphonie en ut majeur WWV29 a été écrite par Richard Wagner en 1832. L'autre symphonie en mi majeur WWV35, avec deux mouvements écrits en 1834, est restée inachevée. 

## Structure
La Symphonie en ut majeur est en quatre mouvements :
1. Sostenuto e maestoso – Allegro con brio, en ut majeur, à
2. Andante ma non troppo, un poco maestoso, en la mineur, à
3. Allegro assai, à
4. Allegro molto e vivace, à .

La durée d'exécution est d'environ 37 minutes.
Le premier mouvement est marqué Sostenuto e maestoso, devenant ensuite Allegro con brio. C'est un mouvement en forme sonate précédé par un prélude. Le mouvement est structuré dans une forme classique, mais l'utilisation approfondie dans le développement de divers motifs qui étaient apparus plus tôt dans le mouvement apporte la trace de la dette de Wagner à l'égard de Beethoven. En fait, tous les motifs développés dans le mouvement sont issus d'un motif de base, ce qui est une technique que Wagner exploitera plus tard dans le Prélude de l'opéra Das Rheingold.
Le second mouvement est marqué Andante ma non troppo, un poco maestoso et est écrit dans la tonalité de la mineur. Même si la forme n'est pas aussi clairement structurée que dans le troisième mouvement, la forme générale est A + B + B + A + coda, avec un fort contraste entre le lyrisme de A et les idées de B. Le mouvement commence par un motif issu de la coda du premier mouvement, ce qui indique que Wagner tente ici d'établir une relation organique entre les mouvements.
Le troisième mouvement est marqué Allegro assai et est un scherzo avec une structure formelle claire A + B + A + B + A (coda). Il est caractérisé par un rythme dynamique approprié pour un scherzo, tandis que B (un poco meno allegro) présente une souple ligne mélodique, établissant ainsi un fort contraste entre les conceptions musicales du scherzo A et du trio B. Le passage fortissimo de la coda, à la fin du mouvement a été décrit comme tout à fait digne de Beethoven.
Le quatrième mouvement est marqué Allegro molto e vivace et est structuré par la même forme sonate que le mouvement initial. Mais Wagner ne recule pas devant l'audace: l'idée qui suit la présentation du premier thème a une tonalité extrêmement instable, et le second thème est présenté à trois voix traitées à égalité. Enfin, Wagner accélère le tempo (allegro più) au milieu de la coda pour susciter l'enthousiasme au fur et à mesure que le morceau approche de la conclusion.

## Orchestration
| Instrumentation de la symphonie en ut                                          |
| Cordes                                                                         |
| premiers violons, seconds violons, altos, violoncelles, contrebasses           |
| Bois                                                                           |
| 2 flûtes, 2 hautbois 2 clarinettes en si ♭ et en ut, 2 bassons, 1 contrebasson |
| Cuivres                                                                        |
| 4 cors en mi ♭, en fa et en ut, 2 trompettes en ut et en fa 3 trombones        |
| Percussions                                                                    |
| timbales                                                                       |

## Exécutions
La symphonie a été jouée en répétition en novembre 1832 par un orchestre d'étudiants du Conservatoire de Prague, conduit par Dionys Weber, en présence de  Wagner. La première exécution publique a eu lieu le 15 décembre 1832 à Leipzig, par la société de musique Euterpe, sous la direction du premier professeur de Wagner, Christian Gottlieb Müller. Clara Wieck décrit le concert dans une lettre à Robert Schumann datée du 17 décembre 1832:
Père (Friedrich Wieck) est allé à la salle d'Euterpe samedi. Écoutez! Vous avez été devancé par M. Wagner. Ils ont joué une symphonie de lui qui semble être le portrait conforme de la  Symphonie en la majeur de Beethoven.
La première exécution qui a eu une importance significative pour Wagner, est celle donnée par le Gewandhaus de Leipzig le 10 janvier 1833, dans le cadre des concerts aux abonnés à l'année.
L'œuvre a été également exécutée à Wurtzbourg le 27 août 1833. 
La symphonie a été jouée pour la noël 1882 à Venise, deux mois avant le décès de Wagner, et Wagner avait fait plusieurs révisions de la partition en vue de ce concert.

## Discographie
- Symphonie en ut majeur WWV29
  - Heinz Rögner, Berlin Radio Symphony Orchestra, Berlin Classics, 1978
  - Edo de Waart, San Francisco Symphony Orchestra, Decca Eloquence, 1983
  - Hiroshi Wakasugi, Tokyo Metropolitan Symphony Orchestra, Denon, 1992
  - Florian Merz, Chursachsische Philharmonie, VMS Musical Treasures, 1996
  - Ari Rasilainen, Norwegian Radio Orchestra, Finlandia Records, 2000, Apex, 2003
  - Neeme Järvi, Royal Scottish National Orchestra, Chandos, 2012
  - Jun Märkl, MDR Leipzig Radio Symphony Orchestra, Leipzig, 2012 (NAXOS)
  - Edo de Waart, Netherlands Radio Philharmonic Orchestra, Challenge Records, 2014

- Symphonie en mi majeur WWV35 (mouvements I et II)
  - Hiroshi Wakasugi, Tokyo Metropolitan Symphony Orchestra, Denon, 1992
  - Wolfgang Sawallisch, Philadelphia Orchestra, EMI, 1996 (mouvement I)
  - Neeme Järvi, Royal Scottish National Orchestra, Chandos, 2012
  - Jun Märkl, MDR Leipzig Radio Symphony Orchestra, Altus Records, 2013